# バンシュ
バンシュ（フランス語: Binche [bɛ̃ʃ]）は、ベルギーのエノー州にある基礎自治体（コミューン）。人口は3万2409人（2006年1月1日）、総面積は60.66平方キロで、1平方kmあたりの人口密度は534人である。1977年にバンシュ町とブレー (Bray) 、ビュヴリンヌ (Buvrinnes) 、エピノワ (Epinois) 、ルヴァル＝トラウニー (Leval-Trahegnies) 、ペロンヌ＝レ＝バンシュ (Péronnes-lez-Binche) 、レッセ (Ressaix) 、ヴォドレ (Waudrez) の7コミューンが合併し誕生した。
「バンシュのカーニバル」は2003年にユネスコの無形文化遺産に登録されている。
市の標語は神聖ローマ皇帝カール5世のモットーの「プルス・ウルトラ」である。皇帝は1545年、バンシュ城を妹のネーデルラント総督マリア・フォン・エスターライヒに分け与えた。総督はこの地で豪奢な生活を送り、ジャンボローニャのいちばんの師匠として知られる建築家で彫刻家のジャック・デュ・ブルックに城を改修させた。城は一時期、フォンテーヌブロー宮殿にもひけをとらなかったが、1554年にフランス王アンリ2世の軍勢に滅ぼされた。

## ギャラリー

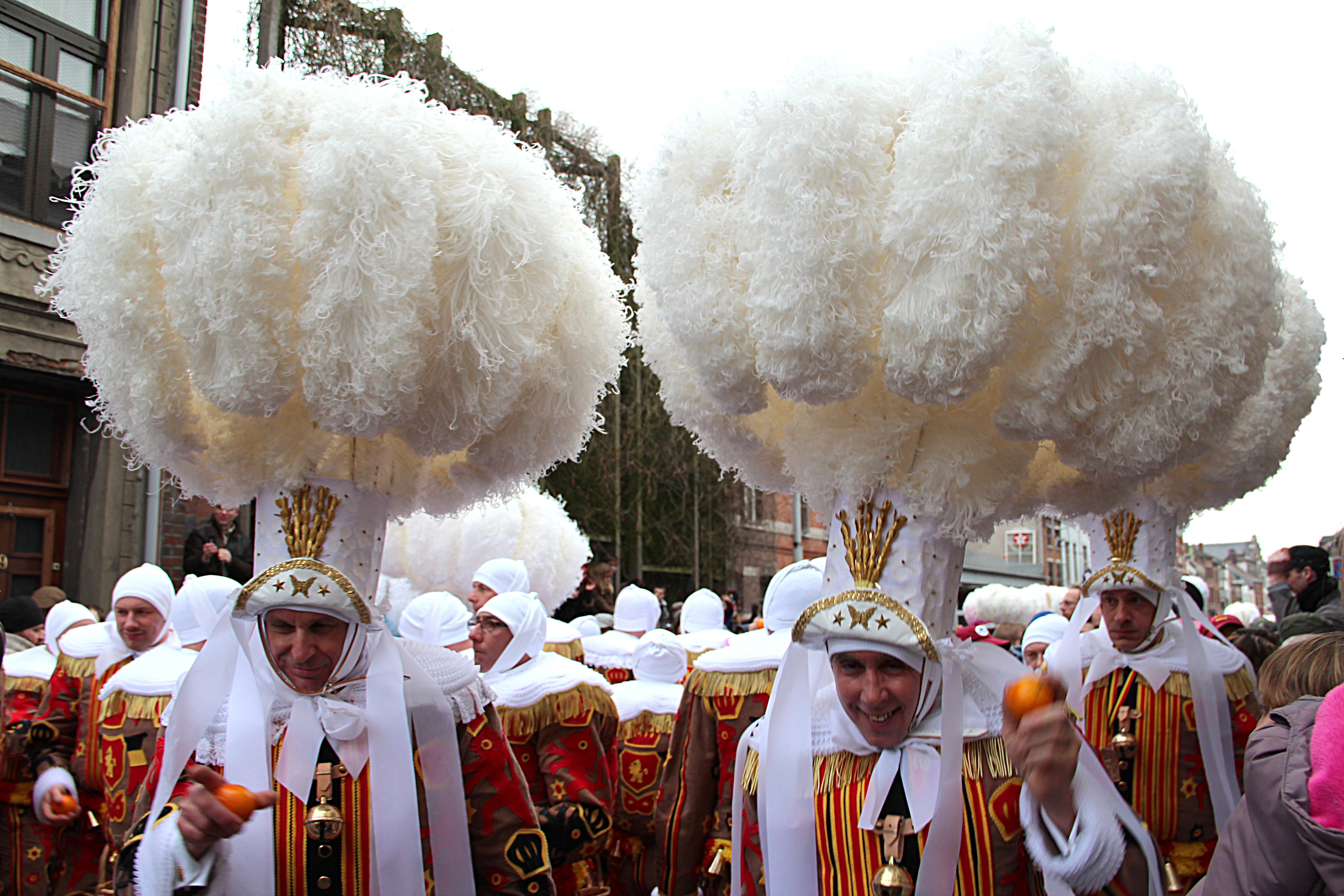
パンケーキ・デイにパレードをする、ダチョウの羽根の帽子をかぶったジル
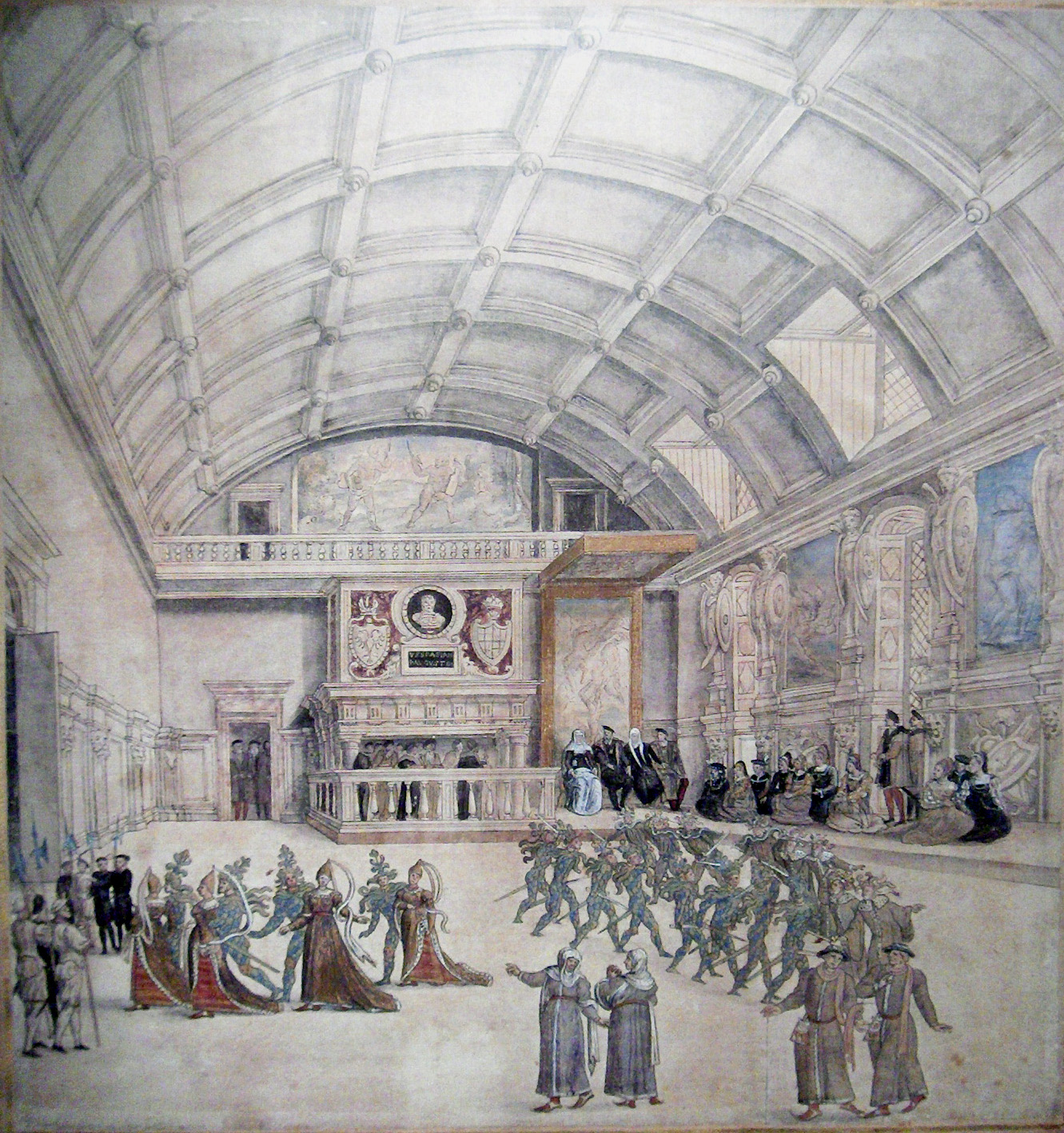
バンシュ城内で兄のカール5世を迎えるマリア・フォン・エスターライヒ
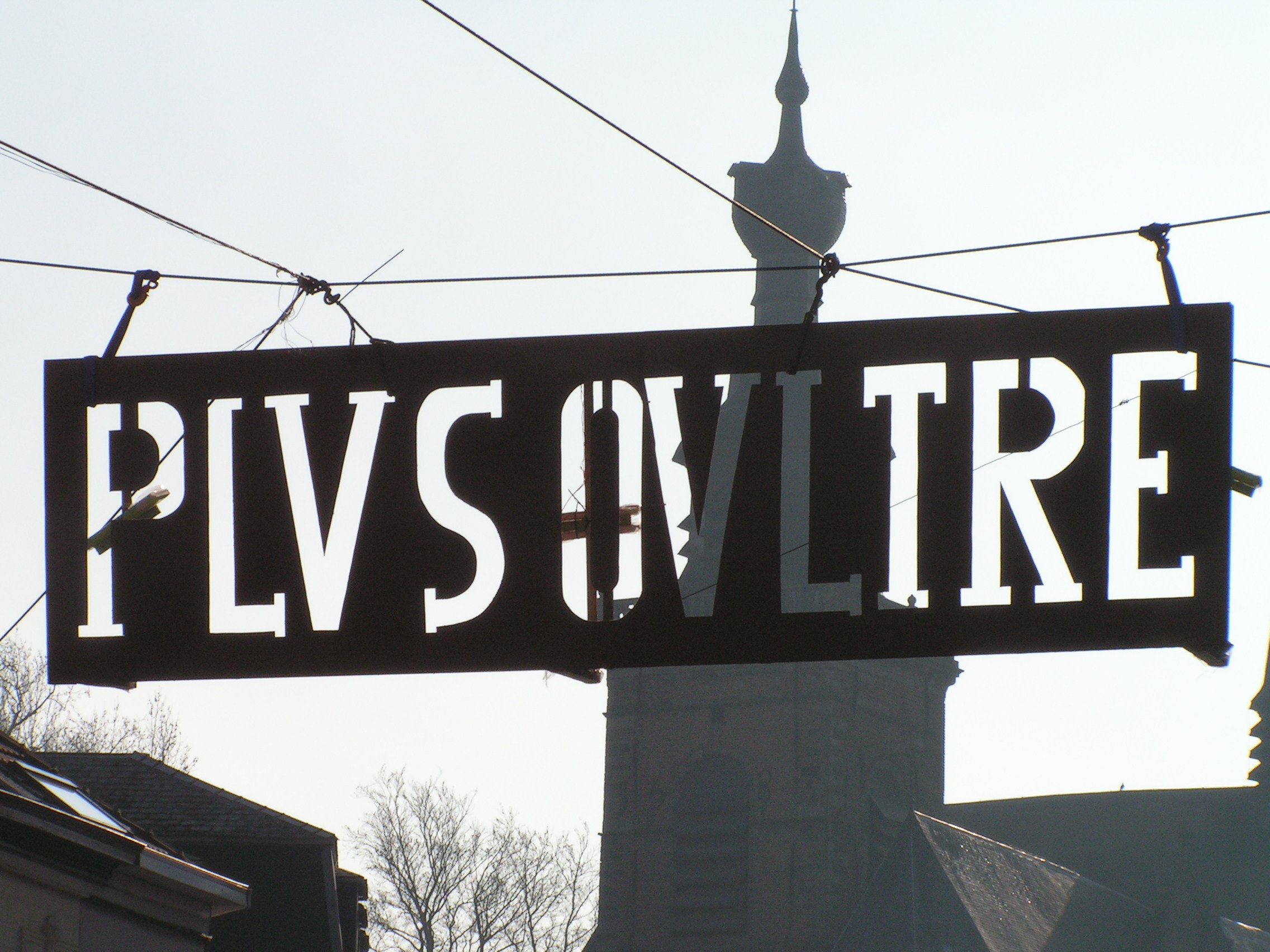
市の標語「プルス・ウルトラ」。カーニバルでは枠仕掛花火となる。背後は聖ユルスメール教会